# 까오방
까오방 시(베트남어: Thành phố Cao Bằng / 城舖高平)은 베트남 북부 까오방성의 성도이다. 중화인민공화국 국경에서 약 30km 정도 떨어진 곳에 위치한다. 인구는 2012년을 기준으로 약 8.4만 명, 면적은 107.63km2이다.

## 역사
까오방(高平)은 고원이라는 의미를 가진다. 이곳은 1592년 찐 가문에 패배한 막 왕조의 말기의 요새였다. 19세기 동안이 지역은 응우옌 정부에 저항지였다.
이 도시는 또한 까오방 전투 (1949년)로 잘 알려져 있는데, 이 전투에서 베트남 군대가 프랑스 군대를 상대로 결정적으로 승리한 첫번째 주요 사건이 되었다.

## 행정구역
까오방 시는 8개의 방(坊)과 3사의 사(社)를 관할한다.

### 방
- 데탐방 (Đề Thám /提探)
- 주옛쩡방 (Duyệt Trung /閱中)
- 호아충방 (Hòa Chung /和鐘 )
- 헙장방 (Hợp Giang /合江)
- 응옥쑤언방 (Ngọc Xuân / 玉春)
- 쏭방방 (Sông Bằng /瀧憑)
- 쏭히엔방 (Sông Hiến /瀧瀗)
- 떤장방 (Tân Giang /新江)

### 사
- 쭈찐 (Chu Trinh / 周楨)
- 헝다오 (Hưng Đạo / 興道)
- 빈꽝 (Vĩnh Quang /永光)

## 기후
쾨펜의 기후 구분에 따르면 온대 하우 기후이다. 하노이 등 북부 저지대에 비해 겨울철 기온은 떨어지고 일조 시간도 적어 흐린 날씨가 길게 이어진다. 여름은 우기에 해당되며, 강수량이 많다. 장마의 전반기에 해당하는 5월, 6월은 극단적인 고온이 지속되며, 때로는 40 °C 전후까지 올라갈 수 있다.
| 까오방시의 기후                    | 까오방시의 기후 | 까오방시의 기후 | 까오방시의 기후 | 까오방시의 기후 | 까오방시의 기후 | 까오방시의 기후 | 까오방시의 기후 | 까오방시의 기후 | 까오방시의 기후 | 까오방시의 기후 | 까오방시의 기후 | 까오방시의 기후 | 까오방시의 기후 |
| 월                                 | 1월             | 2월             | 3월             | 4월             | 5월             | 6월             | 7월             | 8월             | 9월             | 10월            | 11월            | 12월            | 연간            |
| ---------------------------------- | --------------- | --------------- | --------------- | --------------- | --------------- | --------------- | --------------- | --------------- | --------------- | --------------- | --------------- | --------------- | --------------- |
| 역대 최고 기온 °C (°F)             | 32.3 (90.1)     | 35.9 (96.6)     | 37.1 (98.8)     | 38.3 (100.9)    | 39.9 (103.8)    | 40.5 (104.9)    | 38.7 (101.7)    | 38.3 (100.9)    | 37.8 (100.0)    | 36.9 (98.4)     | 33.7 (92.7)     | 32.3 (90.1)     | 40.5 (104.9)    |
| 일평균 최고 기온 °C (°F)           | 18.4 (65.1)     | 19.3 (66.7)     | 23.1 (73.6)     | 27.5 (81.5)     | 31.0 (87.8)     | 32.0 (89.6)     | 32.3 (90.1)     | 32.1 (89.8)     | 31.2 (88.2)     | 28.2 (82.8)     | 24.3 (75.7)     | 20.8 (69.4)     | 26.7 (80.1)     |
| 일일 평균 기온 °C (°F)             | 13.8 (56.8)     | 15.1 (59.2)     | 18.8 (65.8)     | 22.9 (73.2)     | 25.9 (78.6)     | 27.0 (80.6)     | 27.0 (80.6)     | 26.7 (80.1)     | 25.4 (77.7)     | 22.5 (72.5)     | 18.5 (65.3)     | 15.1 (59.2)     | 21.6 (70.9)     |
| 일평균 최저 기온 °C (°F)           | 10.9 (51.6)     | 12.3 (54.1)     | 15.9 (60.6)     | 19.6 (67.3)     | 22.3 (72.1)     | 23.7 (74.7)     | 24.0 (75.2)     | 23.5 (74.3)     | 21.9 (71.4)     | 19.1 (66.4)     | 15.2 (59.4)     | 11.5 (52.7)     | 18.3 (64.9)     |
| 역대 최저 기온 °C (°F)             | −0.9 (30.4)     | 1.8 (35.2)      | 3.1 (37.6)      | 6.6 (43.9)      | 13.7 (56.7)     | 15.6 (60.1)     | 18.2 (64.8)     | 16.7 (62.1)     | 14.2 (57.6)     | 7.2 (45.0)      | 3.6 (38.5)      | −1.3 (29.7)     | −1.3 (29.7)     |
| 평균 강수량 mm (인치)              | 25 (1.0)        | 25 (1.0)        | 49 (1.9)        | 87 (3.4)        | 184 (7.2)       | 236 (9.3)       | 272 (10.7)      | 260 (10.2)      | 138 (5.4)       | 83 (3.3)        | 43 (1.7)        | 21 (0.8)        | 1,422 (56.0)    |
| 평균 강수일수                      | 8.6             | 9.2             | 10.0            | 11.5            | 14.8            | 16.9            | 18.9            | 18.2            | 12.4            | 10.3            | 7.2             | 5.6             | 143.6           |
| 평균 상대 습도 (%)                 | 80.5            | 80.3            | 79.8            | 79.8            | 79.6            | 82.1            | 84.2            | 85.4            | 83.4            | 81.9            | 81.2            | 79.8            | 81.5            |
| 평균 월간 일조시간                 | 65              | 58              | 78              | 115             | 161             | 156             | 176             | 184             | 170             | 141             | 117             | 113             | 1,533           |
| 출처: 베트남 과학 기술 양성 연구소 |                 |                 |                 |                 |                 |                 |                 |                 |                 |                 |                 |                 |                 |